# Brighton
Brighton je bývalé město na jižním pobřeží Anglie, od roku 1997 společně se sousedním Hove je součást města Brighton and Hove. Brighton je jedním z největších a nejznámějších pobřežních letovisek Velké Británie.
Brighton je populárním turistickým centrem s mnoha hotely, restauracemi a zábavními středisky, které jsou využívány pro pořádání obchodních konferencí. Brighton and Hove je také významným vzdělávacím centrem s dvěma univerzitami a mnoha školami.

## Historie
V pozemkové knize byl Brighton označován jako  Bristelmestune s daní 4 000 sleďů. Za války mezi Francií a Anglií bylo v červnu 1514 město vypáleno francouzskými piráty. Zkáze odolal pouze kostel svatého Mikuláše a ulice The Lanes. První známé vyobrazení města pochází z roku 1545 .
V období let 1740 až 1750 začal lékař Richard Russell předepisovat pacientům v Brightonu medicínské využití mořské vody. Od roku 1780 začala výstavba Regentských teras a z původně rybářské vesnice se brzy stalo známé přímořské lázeňské město. Jeho rozvoj podporoval princ regent (pozdější král Jiří IV.) poté, co ho roku 1783 poprvé navštívil. Trávil zde většinu svého volného času a nechal si postavit exotický a nákladný královský pavilón.
Spojení města železnicí roku 1841 přivedlo do Brightonu turisty, především z Londýna, kteří zde zůstali vždy pouze jeden den. Následoval výrazný nárůst počtu obyvatel: z počtu asi 7 000 v roce 1801 na více než 120 000 v roce 1901. Z viktoriánské doby pocházejí mnohé známé stavby – Grand Hotel (1864), West Pier (1866) a Palace Pier (1899).
Po mnoha změnách hranic města v období let 1873 až 1952 se jeho rozloha rozrostla z 665 ha v roce 1854 až na 5 800 ha v roce 1952. V oblastech jako třeba Moulsecoomb, Bevendean, Coldean a Whitehawk byla postavena sídliště. Nejvyššího počtu obyvatel, více než 160 000, dosáhlo město roku 1961.
Moderní Brighton tvoří součást konurbace rozkládající se na pobřeží, která má podle údajů Národního statistického úřadu přibližně 480 000 obyvatel. Poblíž centra města, v oblasti Hanover, byly zlikvidovány slumy. Výstavba obecních bytů v oblasti Tarnerland od úpatí Albion Hill až po výškové budovy na Mount Pleasant tvář města výrazně změnila.

## Ekonomika

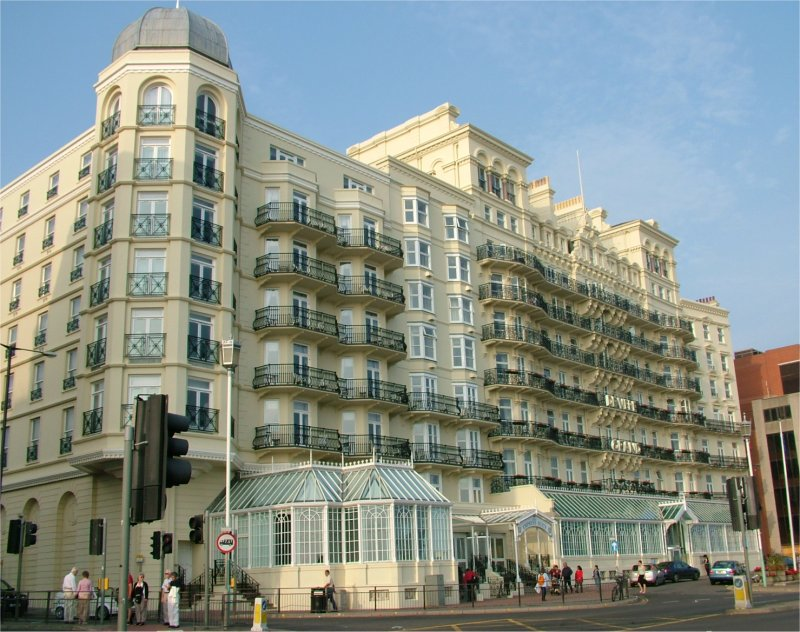
Brightonský Grand Hotel

The Lanes je obchodní, obytná a zábavní čtvrť s přístupem k moři na jižním konci. Skládá se z úzkých alejí spolu s ulicemi ve kterých je zřejmý původní rybářský charakter. Nejčastěji je zde možno nalézt klenotnictví, starožitnictví, restaurace a hospody.
Churchil Square je zastřešené obchodní centrum s plochou asi 43 660 m² a nachází se zde 85 obchodů, 5 restaurací a 1 600 parkovacích míst. Původně bylo v 60. letech 19. století vybudováno jako otevřené obchodní centrum, které bylo v roce 1998 přestavěno. Další obchodní zóny se nacházejí na Western Road a London Road.
Oblast North Laine (často zaměňována s The Lanes) je obchodní, zábavná a obytná oblast situována na sever od The Lanes. Její jméno pochází z anglosaského slova Laine označující zemědělský pozemek. Nachází se zde mnoho malých kaváren, obchodů s avantgardním zbožím a divadla. Ale její charakter se postupně mění. Vlivem zvyšování cen nemovitostí a místních daní se mnoho malých obchodů přestěhovalo jinam a tato oblast je obsazována podniky velkých zábavních firem.
Brighton má velkou hustotu společností podnikajících v mediální sféře, zvláště v její digitální oblasti, a od roku 1990 občas bývá označován jako Silicon Beach.
Společnost American Express, sídlící na Edward Street, je se svými asi 3 000 zaměstnanci největším zaměstnavatelem ve městě.

## Správa
V roce 1997 byla města Brighton a Hove spojena v jednu samosprávnou jednotku Brighton and Hove; k udělení statusu města královnou Alžbětou II. došlo v roce 2000 při příležitosti oslav milénia.
Brighton a Hove jsou částí tří obvodů pro volby do parlamentu v Londýně (Brighton Kemptown, Brighton Pavilion a Hove) a částí volebního obvodu Jihovýchodní Anglie pro volby do parlamentu Evropského.

## Doprava
Hlavní železniční stanicí je Brighton Station, odkud vyjíždějí časté spoje směrem na Victoria Station, letiště Gatwick a města Portsmouth, Ashford, Reading a Bedford. Vlaky na Birmingham a Manchester a přes Bristol směrem na Wales jezdí dvakrát za den.
Autobusovou dopravu v rámci měst Brighton a Hove a jejich blízkém okolí zajišťuje dopravní společnost Brighton & Hove Bus and Coach Company, která provozuje asi 300 vozidel. Autobusová doprava má v nočních hodinách omezený rozsah.
Na pobřeží v okolí Brightonu je provozována nejstarší elektrická železnice světa – Volks Electric Railway.

## Kultura

### Pláže

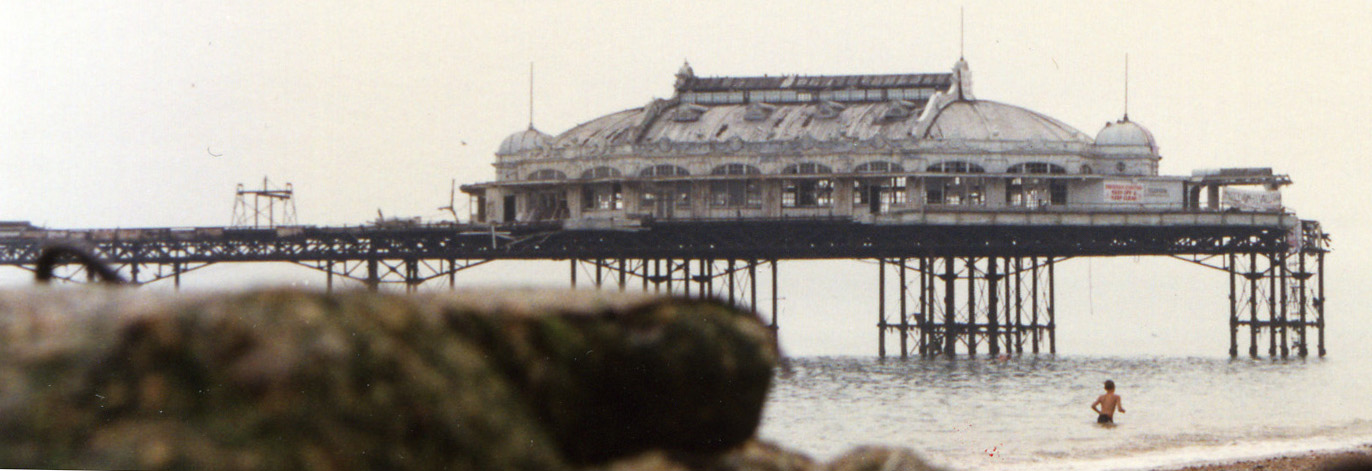
Brighton Pier

Hlavní turistickou atrakci Brightonu představují pláže. Jsou obklopené mnoha bary, restauracemi, nočními kluby a arkádami. Spolu s atrakcemi, které se nacházejí dále ve vnitrozemí, vytváří z města oblast nazývanou Londýn na pobřeží. Brightonské pláže jsou pro Londýňany jedněmi z nejpřístupnějších turistických pláží.
V Brightonu se také nacházejí pláže vyhrazené nudistům (na jih od východní části kempu). Tato skutečnost je výjimečná v rámci Velké Británie, v níž je nudistických pláží v dosahu obydlených oblastí velmi málo.

### Festivaly
Každý rok v květnu probíhá v dvojměstí Brighton a Hove umělecký festival. Na různých místech se konají organizované průvody, například  Children's Parade, podívané s ohňostroji, divadelní představení, vystoupení hudebních skupin a další umělecké akce. Festival zahajují Open Houses, kdy jsou dílny a ateliéry umělců otevřené pro veřejnost jako galerie a běžnou součástí je i prodej uměleckých děl majitelů dílen a jejich přátel.

### Muzea a galerie
V Brightonu se nachází velké množství muzeí, včetně městem provozovaného Brighton Museum and Art Gallery, Booth Museum of Natural History, Brighton Fishing Museum a Brighton Toy and Model Museum. Existuje zde i mnoho soukromých galerií, z nichž některé se nachází v arkádách na pobřeží. Běžným zvykem je prodej uměleckých děl v kavárnách nebo dokonce i barech.

### Divadla a kina
Mezi nejvýznamnější divadla v Brightonu patří nedávno rozšířené Komedia a Theatre Royal. Dalšími jsou  Marlborough Theatre a Nightingale Theatre, obě se nacházejí nad hospodami a přitahují tak místní producenty.
Brighton má také bohatou filmovou historii a Duke of York's Picture House je v provozu od 22. září 1910.

## Vzdělání
Rada města Brighton and Hove spravuje 80 škol v tomto dvouměstí, z nichž se 54 nachází v Brightonu. University of Brighton navštěvuje asi 20 000 studentů. Učebny této vysoké školy jsou rozptýleny v několika částech města a některé se nachází i v Falmeru a Eastbourne. Centrem University of Sussex je soustředěno v oblasti mezi Stanmer Park a Falmerem asi 5 km od centra města. Tato škola má si 10 500 studentů.
V Brightonu se nachází i mnoho soukromých škol včetně Brighton College, Roedean School, Steiner School a Montessori School. Mezi významné, státem podporované školy, je možno zařadit Dorothy Stringer, Varndean, Hove Park a Cardinal Newman (velká katolická střední škola).
V době letních prázdnin se do města sjíždí mnoho mladých studentů ze zahraničí aby navštěvovali kursy výuky anglického jazyka v některých z mnoha škol v Brightonu a Hove. Ve městě také existuje specializovaná hudební škola Brighton Institute Of Modern Music.

## Sport
V Brightonu sídlí Brighton & Hove Albion Football Club a basketbalový klub Brighton Bears. Každý rok je na pobřeží pořádán turnaj v plážovém fotbalu, jehož utkání se odehrávají na přechodně postaveném hřišti vzniklém navezením písku na pláž.
V Brightonu je také pořádán dostihový závod Brighton Racecourse. Zvláštností je skutečnost, že pro dosažení potřebné délky trasy je na část ulice Wilson Avenue položen trávník a tak je v době dostihu uzavřena.
V Brightonu také sídlí jeden z nejstarších ragbyových klubů Anglie – Brighton Rugby Club.

## Turistické atrakce

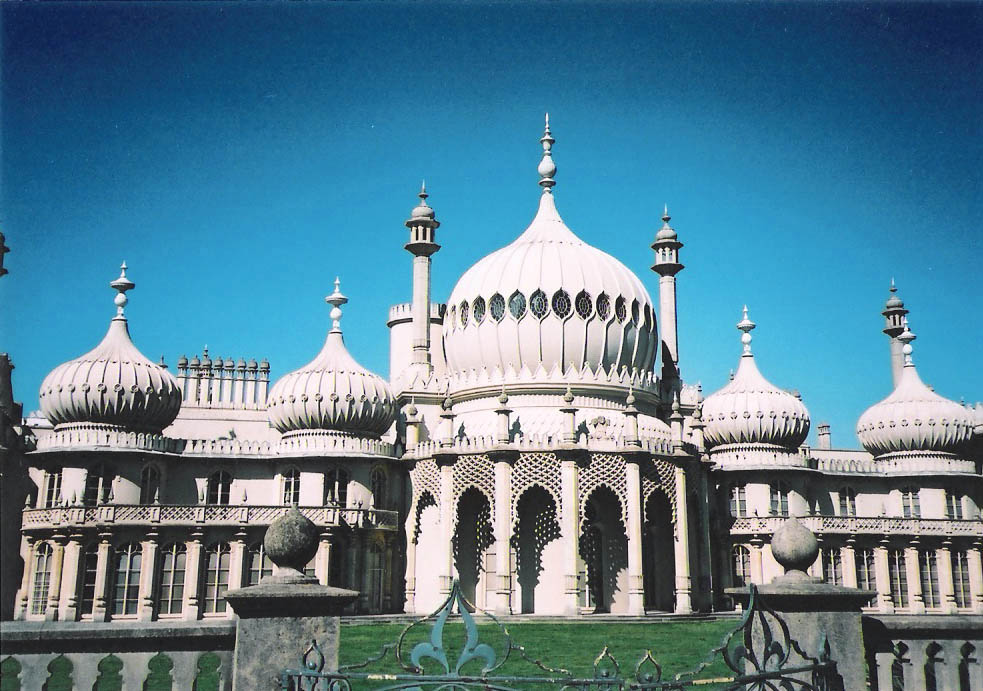
Royal Pavilion

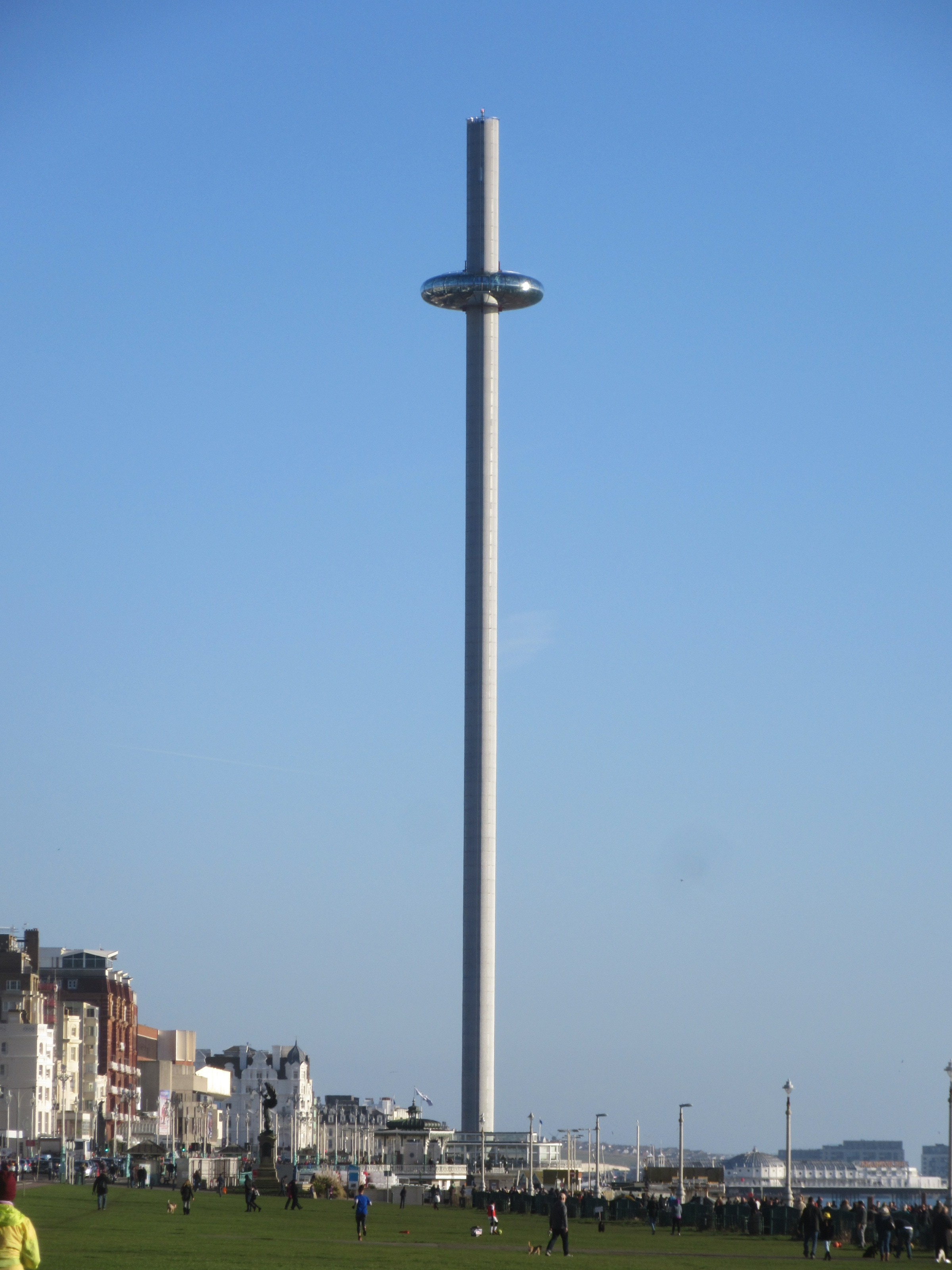
Brighton i360

Royal Pavilion je bývalý královský palác postavený pro prince regenta na počátku 19. století a je pozoruhodný architekturou inspirovanou Indií a orientálním interiérem. Budovu paláce a okolní pozemek odkoupilo roku 1849 město za 53 000 £.
Brighton Pier (nebo také Palace Pier, plným názvem "The Brighton Marine Palace and Pier") byl otevřen roku 1899 a je největším molem v Brightonu. Obsahuje zábavní park, restaurace a arkádové haly.
West Pier bylo postaveno roku 1866 a bylo uzavřeno roku 1975 pro následnou rekonstrukci. Bylo mezi dvěma nejvýznamnějšími památkově chráněnými moly Velké Británie dokud roku 2003 nebylo zničeno požárem. Na nábřeží před West Pier byla vystavěna a v roce 2016 otevřena 162 m vysoká vyhlídková věž Brighton i360, jejímž autorem je Marks Barfield, autor návrhu Londýnského oka. Z uzavřeného modulu mohou návštěvníci zažít 360stupňový výhled na Brighton, útesy South Downs a Lamanšský průliv.
Volk´s Electric Railway, postavená roku 1883, vede po vnitřním okraji pláže od Brighton Pier až k Black Rock. Jedná se o nejstarší provozovanou elektrickou železniční dráhu na světě.
Za nejstarší budovu v Brightonu je považován kostel Svatého Mikuláše, pocházející z 11. století. Běžně je také označován jako matka kostelů v Brightonu. Dalším významným chrámem je kostel Svatého Bartoloměje.
Podle expozice v Brightonském muzeu, je Brighton městem s nejdéle trvale provozovanou elektrickou sítí na světě s historií od roku 1882. Jiná města byla zásobována elektřinou již dříve ale nejednalo se o trvalé a nepřerušené provozování.
Z města jsou snadno dostupné i zářivě bílé křídové útesy Seven Sisters.

## Osobnosti města
- Jiří IV. (1762–1830), britský král a regent
- Charles Dickens (1812–1870), spisovatel
- Charles Henry Stanley (1819–1901), britský a americký šachista
- Leo Stern (1862–1904), violoncellista
- Rudyard Kipling (1865–1936), spisovatel, novinář a básník
- Aubrey Beardsley (1872 –1898), secesní kreslíř a ilustrátor
- Joan Rivierová (1883–1962), psychoanalytička
- Gilbert Ryle (1900–1976), filosof
- Martin Ryle (1918–1984), radioastronom, nositel Nobelovy ceny za fyziku
- Leon Garfield (1921–1996), spisovatel
- Peter Mayle (1939–2018), spisovatel humoristických románů, cestopisů a naučné literatury
- Peter James (* 1948), spisovatel, scenárista a producent
- Steve Ovett (* 1955), atlet, běžec na 800 a 1500 metrů
- Lesley Manville (* 1956), herečka
- Nick Cave (* 1957), australský zpěvák, hudební skladatel, textař, herec a spisovatel
- Fatboy Slim (* 1963), DJ a hudební producent
- Philip Reeve (* 1966), spisovatel a ilustrátor knih pro děti
- PewDiePie (* 1989), švédský moderátor videoher a memů
- Zoella (* 1990), vloggerka, youtuberka a spisovatelka
- Lewis Dunk (* 1991), fotbalista
- Marzia Kjellberg * 1992), italská módní návrhářka a bývalá youtuberka
- Alfie Deyes (* 1993), spisovatel a youtuber
- William Gold (* 1996), zpěvák kapely Lovejoy, youtuber a streamer